# Doktrina
Doktrina (latinski doctrina: nauk, naučavanje) je
skup mišljenja, postavki ili načela u nekom smjeru u filozofiji, znanosti i umjetnosti. Doktrina je i sustav načela nekog političkog pokreta ili stranke, kao i skup propisa i dogmi crkvene organizacije. Doktrinar je svojstvo osobe koja se u svojim postupcima kruto pridržava apstraktnih postavki i ne obazire se na praktične prilike i koji ih bez propitivanja prenosi drugima.
U vojnoj terminologiji doktrina označava temeljna načela koja usmjeruju djelovanja vojnih snaga ili njihovih dijelova u potpori državnih ciljeva.